# Богдан Марковић
Богдан Ст. Марковић (28. јануар 1880 — Београд, 29. децембар 1938) био је српски банкар, економиста и политичар. Марковић је обављао функцију министра финансија.

## Биографија
Студирао је у Београду и Немачкој. Докторирао је у Минхену 1905. године дисертацијом о општинским финансијама у Србији. Радио је у државној администрацији, био директор Хипотекарне банке, министар финансија 1926–1928. и председник управног одбора државне Привилеговане аграрне банке. Залагао се за ширење земљорадничког задругарства и повољно кредитирање сељака како би био спашен дугова и зеленаша. Писао је и о монетарно-финансијским проблемима, тражећи смањење јавне потрошње и монетарну стабилизацију.

## Дела
- 1905. Општинске финансије у Србији
- 1909. Економски и правни односи код земљорадничких задруга
- 1910. Земљораднички кредит у Србији
- 1911. Земљорадничке коморе и њихово оснивање
- 1912. Земљораднички лични кредит и новчани заводи
- 1919. Балканска економија
- 1920. Скупоћа
- 1926. Државне финансије и новчана реформа
- 1934. Четворогодишњи период пословања Привилеговане аграрне банке